# William Bosworth Castle
Pour les articles homonymes, voir William Castle (homonymie).
William Bosworth Castle (21 octobre 1897 - 9 août 1990) est un médecin et physiologiste américain qui a beaucoup contribué à l'hématologie. Il est notamment le découvreur du facteur intrinsèque ou facteur de Castle.

## Biographie
Né à Cambridge, dans le Massachusetts en 1897, William Bosworth Castle est l'aîné des trois fils de William Ernest Castle, instructeur de zoologie à l'Université Harvard, et de Clara Sears Bosworth, fille d'un fermier du Kansas. Un de ses frères décédera pendant son adolescence, et l'autre, Edward Castle, deviendra lui aussi professeur, de physiologie des plantes, à Harvard,.
En 1914, il rentre à son tour à l'Université Harvard, puis y rejoint la faculté de médecine en 1917 et y obtient son diplôme de médecine en 1921. Il commence ensuite son internat à l'hôpital du Massachusetts. En 1924, il commence à enseigner à l'école de Santé Publique de Harvard. L'année suivante, il commence son assistanat au Thorndike Memorial Laboratory de l'hôpital public de Boston, dans lequel il se découvrira une passion pour l'hématologie, rencontrera George Minot en 1927 et William Murphy. Il y restera 25 ans,,.
Il marie en 1933 Louise Muller, une institutrice originaire de Philadelphie qui deviendra en 1960 la première conseillère municipale de la ville de Brookline, dans le Massachusetts.
En 1937, il obtient le titre de professeur de médecine à l'Université Harvard.
Il arrête sa carrière en 1968 et décède d'une insuffisance cardiaque en août 1990 à Boston à l'âge de 92 ans,,,,.